# Sustantivo
Los sustantivos son palabras con las que se designan y clasifican los seres y las entidades de la realidad o de la ficción; es decir, son palabras cuyos referentes son clases de entidades fijas, no estados de hechos o relaciones gramaticales. Se diferencian por tanto de los pronombres personales, que en cada contexto tienen un referente pero este cambia de contexto a contexto, por ejemplo: "yo" no tiene referente fijo sino que depende de quien habla. También se diferencian de los verbos, que designan estados de hechos, procesos o relaciones entre entidades, mientras que las preposiciones generalmente indican relaciones abstractas. Sintácticamente los sustantivos funcionan como núcleos de sintagma nominal, es decir, como argumentos del verbo, o a veces complementos de otro sustantivo. Modernamente, se los suele llamar también nombres.
En español, al igual que en las demás lenguas romances, los sustantivos son variables en género y número, mientras que en otras lenguas, el chino por ejemplo, los sustantivos son invariantes. La mayoría de las lenguas conocidas distinguen sistemáticamente entre sustantivos y verbos, teniendo propiedades formales diferentes. Sin embargo, esta distinción tampoco es universal, ya que algunas lenguas como el náhuatl o lenguas salish como el lummi o el kalispel no parecen distinguir consistentemente entre ambas categorías y las formas que funcionan como sustantivo también aceptan flexión verbal.

## Clasificación
Los sustantivos se pueden clasificar en:

### Nombres comunes y nombres propios
Los nombres comunes permiten nombrar a las personas, animales o cosas de la misma clase o especie, sin particularizar su significado como hombre, caballo, casa, auto. Agrupan los objetos que denominan por sus características, sin expresar rasgos distintivos. Por eso, se consideran sustantivos genéricos.
Los nombres propios identifican e individualizan a un ser para diferenciarlo de otros de una misma clase. Dentro de los nombres propios se encuentran los antropónimos, que son los nombres y los apodos de las personas, como por ejemplo Ramón, Carmen y Lola, y los topónimos, que son los nombres de lugares geográficos, como por ejemplo Buenos Aires o Almería. Tienen referencia única y carecen de significado lingüístico. En idioma español, los nombres propios se escriben con letra inicial mayúscula.

### Nombres concretos y nombres abstractos
Los nombres concretos designan seres que se perciben por los sentidos, pero no quiere decir que existan en la realidad, como sucede por ejemplo con las hadas o los unicornios, que son seres imaginarios representados mediante imágenes.
Los nombres abstractos designan conceptos que se pueden percibir solamente por la mente y no por los sentidos, en forma de ideas, como ocurre por ejemplo con el miedo y la belleza. En idioma español, estas palabras generalmente no tienen plural, y cuando pluralizan suelen estar recategorizados como sustantivos concretos: por ejemplo "Tienes que superar tus miedos" (las situaciones que te provocan miedo).
- Abstractos de fenómeno: Están relacionados con sustantivos que designan acciones, estados o sus efectos, por ejemplo lectura, caminata, causa.
- Abstractos de cualidad: Están relacionados con adjetivos y designan cualidades o propiedades de los objetos o de los seres, por ejemplo belleza, maldad, pureza.
- Abstractos de números o cuantitativos: Cuantifican tanto de forma precisa como de forma imprecisa, por ejemplo cantidad, longitud.

### Sustantivos contables y sustantivos incontables
Los sustantivos contables: Se pueden contar, por ejemplo cinco niños, tres rocas, trece euros. Los sustantivos contables se combinan con cuantificadores plurales sin alterarse semánticamente.
Los sustantivos no contables señalan realidades que no se pueden contar salvo al referirse a clases o variedades distintas, por ejemplo leche, humor, aire, humo, basura. Los sustantivos incontables solamente pueden combinarse con cuantificadores en singular sin modificar su significado. Solo admiten numerales cardinales o cuantificadores plurales cuando indican una clase o modalidad. Por ejemplo: "Tres vasos de leche", "Muchos vasos de leche", "Mucha leche", "Los humos emitidos por los ácidos suelen ser nocivos", "Mucho aire".

### Nombres individuales y nombres colectivos
Los nombres individuales designan en singular un ser contable de un conjunto de seres, como por ejemplo perro y cerdo. Designan a un único ser, pero en idiomas con plural gramatical admiten el morfema del plural para designar a más de uno.
Los nombres colectivos designan en singular un conjunto de seres contables que presentan una semejanza, como por ejemplo jauría y piara. Tienen inherente la idea de pluralidad sin necesitar un morfema que lo exprese, pero no en el sentido de uno más uno, sino en cuanto a conjunto colectivo formado por varias unidades de la misma cosa designada.

### Nombres gentilicios y nombres patronímicos
Los nombres gentilicios nos permiten indicar relación con un lugar geográfico, bien sea un barrio, una localidad, una ciudad, un estado, una provincia, una región, una entidad política, un país, un continente, etc. El adjetivo gentilicio se puede sustantivar, es decir, se puede referir a una persona mencionándola únicamente por su gentilicio y así se puede decir correctamente el bruneano (en lugar de decir: el individuo bruneano), la alemana, etc.
Los nombres patronímicos. El patronímico (del griego «πατήρ», «padre», y «ὄνομα», «nombre») es un nombre propio que designa ascendencia, filiación o linaje. Puede ser un apellido o bien una forma derivada del nombre del padre o ascendiente usada después del nombre de pila, costumbre aún vigente en Rusia y otros países eslavos. Entre los griegos y romanos, se decía del nombre que, derivado del perteneciente al padre u otro antecesor masculino y aplicado al hijo y otro descendiente, denotaba en estos la calidad de tales.

## Flexión del sustantivo
En las lenguas sintéticas, el sustantivo puede adoptar diversas formas morfológicas dependiendo de una serie de categorías gramaticales. Entre las más comunes están:
- El número gramatical es bastante común la distinción entre el número singular y el plural, aunque también hay lenguas sintéticas sin número, como el idioma japonés. Menos corriente es el número dual, y aún menos otros, como el trial y el paucal.
- El caso gramatical.
- El género gramatical, que normalmente flexiona entre masculino y femenino para personas y animales.

En las lenguas analíticas, como el mandarín o el vietnamita, por definición ni el nombre ni otras partes de la oración flexionan.

### Género
El género es una propiedad gramatical que permite agrupar los sustantivos en masculinos y femeninos.
En el caso de los animales y las personas, el género del sustantivo diferencia el sexo (macho o hembra, hombre o mujer). En la mayoría de los casos el sustantivo no diferencia esta característica, como ocurre por ejemplo en calculadora, que el artículo que le acompañaría, la, ni la terminación en -a,  no justifica que sea femenino, o por ejemplo en poeta, el artículo que le acompañaría, el, no justifica que sea masculino.
En los casos donde el sustantivo se refiere a un ser que tenga sexo, hay diferentes procedimientos que marcan la diferencia entre lo masculino de lo femenino.
- Morfemas flexivos: Los morfemas flexivos para el género masculino son -o, -e o ninguno, y para el género femenino -a.
- Sufijos especiales: Los sufijos especiales se utilizan solamente para el género femenino, como ocurre con -esa, -isa, -ina y -triz.
- Palabras diferentes: Existen sustantivos que se utilizan para cada tipo de género, que se denominan heterónimos, como sucede en madre y padre.
- Concordancia con determinantes y adjetivos: Existen sustantivos que no varían de forma para distinguir entre hombre y mujer, por lo que para diferenciarlos se utilizan determinantes y adjetivos. Estos sustantivos se denominan nombres de género común, y un ejemplo sería el futbolista y la futbolista.

#### Clasificación por género
Aproximadamente un 20 % de las lenguas del mundo tiene distinción de género en el sustantivo, lo cual significa que los sustantivos en clases nominales o géneros (que pueden ser clases formales o clases semánticamente motivadas). En las lenguas indoeuropeas existen generalmente dos o tres géneros gramaticales estrictos (masculino, femenino y a veces también neutro), en las lenguas semíticas lo común es distinguir entre dos géneros (masculino/femenino). Paralelamente algunas lenguas como el inglés además de género, reflejado solo en la substitución pronominal, los sustantivos pueden clasificarse en contables e incontables. Otras lenguas distinguen un gran número de géneros o clases nominales como las lenguas bantúes, y en el otro extremo las lenguas chinas, urálicas y altaicas no distinguen género.

#### Género y sexo
Existe una diferencia entre el género gramatical y el sexo (género semántico): el género es un rasgo gramatical de la palabra y el sexo (género semántico) es un rasgo biológico de los seres vivos a los que hace referencia algunos sustantivos. Normalmente el género gramatical concuerda con el género semántico cuando se habla de los seres vivos, pero no cuando se trata de objetos inanimados o abstractos. Ejemplo: soltero es un sustantivo de género gramatical masculino, que además, hace referencia a un ser vivo de sexo masculino (género semántico masculino); luz es un sustantivo de género gramatical femenino, el cual por ser inanimado (sucede lo mismo con los seres, objetos y conceptos abstractos) carece de sexo (género semántico nulo).
Puede darse el caso de que no haya correspondencia entre ambos tipos de género, como en las palabras del alemán Mädchen ("muchacha") y Fräulein ("señorita"), que son de género neutro. (Además, en alemán los sustantivos van con mayúscula.)

#### Género del nombre en castellano
Según el género, en español, los sustantivos se clasifican en:
1. Sustantivos masculinos: El género masculino de un nombre frecuentemente lleva el morfema de género –o al final de la forma de singular (libro, niño, sombrero), aunque existen algunas excepciones ya que palabras que acaban en –o son femeninas como la foto(grafía), la mano, la moto(cicleta). También existen nombres masculinos acabados en consonante alveolar (árbol, ataúd, alias, armazón, ...). La mejor prueba para determinar el género de cualquier sustantivo es comprobar si la palabra requiere un artículo masculino (el, un, etc.). Por lo demás, los días de la semana, los meses del año, los puntos cardinales y los números son masculinos.
2. Sustantivos femeninos: El género femenino de un sustantivo se determina añadiendo el morfema de género –a (niña, vaca, mesa, ventana, ...). Anteponiendo un artículo femenino (la, una, etc.) a una palabra y viendo si es gramaticalmente aceptable la expresión se conoce el género. Las letras del alfabeto son femeninas. Existen unas pocas palabras acabadas en -a que son masculinas el día, el mapa, el clima, el cometa, el planeta. Y las palabras en -ista pueden ser masculinas o femeninas según el contexto.
3. Sustantivos ambiguos: Son los nombres referidos a cosas que se usan, sin cambiar de significado, tanto en femenino como en masculino: "el" mar / "la" mar; arte "moderno" / artes "plásticas"; "el" vodka / "la" vodka; "el" calor / "la" calor (dialectal). No deben confundirse con los sustantivos para personas que cambian según el género de estas, como el/la artista, que son llamados sustantivos comunes en cuanto al género.

Cuando el género gramatical del sustantivo sirve para diferenciar el sexo (género semántico) se manifiesta:
1. Con la terminación -o, -e o consonante para el masculino y -a, -esa, -ina, -isa, -triz para el femenino
2. Heterónimo: Cuando no admiten una flexión de género usual a pesar de que por el referente debería admitir flexión de género. Esto sucede frecuentemente en los nombres de numerosos animales domésticos: caballo - yegua, toro - vaca.
3. Cuando se cambia el género gramatical del determinante y se mantiene el del sustantivo. Ejemplo: el joven/la joven. Estos sustantivos son denominados comunes en cuanto al género gramatical.
4. Epiceno: A algunos sustantivos que se refieren a animales pero que mantienen la misma forma para el masculino y el femenino, se les añaden términos como "macho" o "hembra" para diferenciar el sexo (género semántico).Por ejemplo: pez macho o delfín hembra

Cuando el género gramatical del sustantivo no sirve para diferenciar el sexo (género semántico) se manifiesta:
1. Con las terminaciones -o para el masculino y la -a para el femenino, determinan diferencia de tamaño, forma o diferenciación árbol-fruta. Ejemplo: huerto/huerta (tamaño), jarra/jarro (forma), naranja/naranjo (fruta-árbol).
2. Homónimo: Cambiando el género gramatical del determinativo que lo acompaña, varía el significado del sustantivo. Ejemplo: el capital/la capital.

### Número
El número es una propiedad gramatical que informa del número de referentes; puede ser singular, dual, trial, plural, etc.

#### Número del sustantivo en español
En español, para indicar el plural, los morfemas flexivos son -s y -es en masculino, y -as para en femenino.
- Sustantivos singulares: si el número de objetos a los que hace referencia el nombre es único. En singular, los sustantivos no tienen ningún morfema de número.
- Sustantivos plurales: si el número de objetos a los que hace referencia el nombre son varios o más de uno.

Se usan las reglas siguientes:
- Cuando el sustantivo en singular termina en vocal átona o en -é, el plural se forma con -s.
- Cuando el sustantivo termina en vocal tónica distinta de -é, el plural se forma con -es y en otros casos con -s. Debido a esta norma se explica que una misma palabra exista de dos maneras distintas para el plural, como por ejemplo marroquís y marroquíes.
- Cuando el sustantivo termina en consonante distinta de -s, el plural se forma con -es.
- Cuando el sustantivo acaba en -s, si la palabra es aguda, el plural se forma con -es, y si la palabra no es aguda, el plural, el morfema de número se distingue mediante concordancia de determinantes y adjetivos, como ocurre con los días de la semana.

También hay sustantivos que no admiten esa distinción y pueden ser usados unos solamente en singular y otros solamente en plural.

## Otras formas de clasificación de los sustantivos
Según la complejidad morfológica o el origen de los sustantivos, los nombres se clasifican en:
1. Sustantivos primitivos: las palabras primitivas son las que sirven de cabeza de serie a una familia, funcionando como raíz de las palabras derivadas de ellos. Los sustantivos primitivos sólo están formados por un lexema básico y optativamente por morfemas de género y número. Por ejemplo pan.
2. Sustantivos gentilicios: son los sustantivos que se derivan del lugar de nacimiento (país, región, ciudad o estado) de personas, animales o cosas, como por ejemplo, chileno, sueco, peruano, dominicano, etc.
3. Sustantivos patronímicos: son los sustantivos que se derivan de algún nombre propio. Por ejemplo los apellidos de origen español se formaron originariamente a partir del nombre de pila. Normalmente acaban en -ez. Se da el nombre de patronímicos a todos los apellidos. Por ejemplo de Gonzalo – González, de Fernando – Fernández, de Ramiro - Ramírez, de Pedro - Pérez.
4. Sustantivos hipocorísticos: son los sustantivos propios que hacen una abreviación o modificación familiar del antropónimo. Por ejemplo, de Francisco, Paco o Pancho, de José, Pepe, de Jesús, Chucho, de María Dolores, Lola.